# 基希贝格

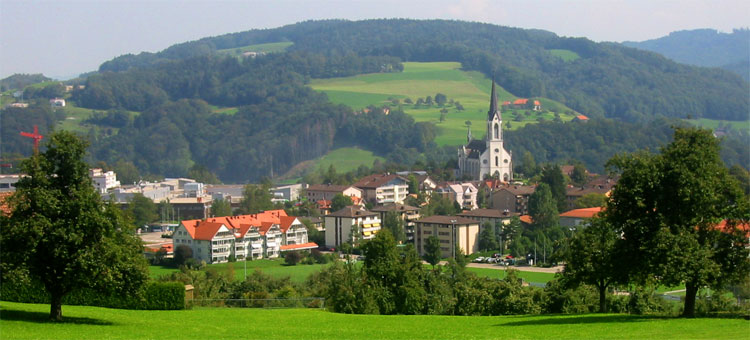

基希贝格（德語：kirchberg）是瑞士聖加侖州的市镇，位於該國東北部，面積42.57平方公里，海拔高度735米，2011年人口8,348，六成人口信奉羅馬天主教，人口密度每平方公里196人。

## 外部連結
- Official website （页面存档备份，存于） （德文）